# Marcador radioativo
Um marcador radioativo, ou traçador radioativo, é um composto químico em que um ou mais átomos foram substituídos por um radioisótopo, assim, em virtude do seu decaimento radioativo, pode ser usado para explorar o mecanismo das reações químicas traçando o caminho que o radioisótopo segue a partir de reagentes em produtos. A radiomarcação é assim a forma radioativa da marcação isotópica.
Radioisótopos de hidrogênio, carbono, fósforo, enxofre, e iodo têm sido amplamente utilizados para rastrear o caminho de reações bioquímicas. Um marcador radioativo pode também ser usado para controlar a distribuição de uma substância em um sistema natural, tal como uma célula ou tecido, ou como um traçador para controlar o fluxo do escoamento de fluido. Marcadores radioativos também são utilizados para determinar a localização das fraturas criadas por fraturação hidráulica na produção de gás natural.
Traçadores radioativos formam a base de uma variedade de sistemas de imagem, tais como exames de TEP, SPECT e técnicas envolvendo o tecnécio-99m, amplamente utilizado na medicina nuclear devido à sua meia-vida curta e propriedades ideais para diagnósticos. 
A datação por radiocarbono usa a ocorrência natural do isótopo carbono-14 como uma etiqueta isotópica para determinar a idade de materiais orgânicos com precisão.